# Xã Walnut Grove, Quận Knox, Nebraska
Xã Walnut Grove (tiếng Anh: Walnut Grove Township) là một xã thuộc quận Knox, tiểu bang Nebraska, Hoa Kỳ. Năm 2010, dân số của xã này là 107 người.